# Грюнфельд, Альфред
А́льфред Грю́нфельд (нем. Alfred Grünfeld; 4 июля 1852, Прага, Австрийская империя — 4 января 1924, Вена, Первая Австрийская Республика) — австрийский композитор и пианист еврейского происхождения.

## Биография
Альфред родился в Праге 4 июля 1852 года в многодетной семье торговца кожей Моисея Грюнфельда и Регины, урождённой Пик. Он был вторым ребёнком из десяти детей. В семье большое внимание уделяли музыке. Его брат Генрих Грюнфельд был виртуозом-виолончелистом.
Первые уроки музыки Альфред получил в возрасте четырёх лет, и уже в то время приобрёл репутацию вундеркинда. В возрасте шести лет состоялось его первое выступление на публике, а в возрасте тринадцати лет он дал первый концерт в зале Конвикт. Тогда же было опубликовано первое сочинение юного композитора «Регина–кадриль».
Поступил в Пражскую консерваторию, где обучался игре на фортепиано и композиции у Йозефа Крейчи и Бедржиха Сметаны, затем обучался в Новой Академии музыки в Берлине у Теодора Куллака.
В 1873 году переехал в Вену. В том же году состоялось его первое концертное турне по странам Европы и США. В Вене он был удостоен титула каммер-виртуоза. Во время визита в Германскую империю, получил место пианиста при дворе императора Вильгельма I. За время жизни был удостоен многих званий, премий и орденов. В 1897 году был назначен профессором Венской консерватории.
Часто выступал в городах Чехии, особенно в Праге и Брно. Дружил с чешскими музыкантами и часто выступал с Чешским квартетом. Давал концерты с братом-виолончелистом. Стал первым пианистом, зарабатывавшим как с концертных выступлений, так и с продажи пластинок со своими записями. Альфред умер 4 января 1924 года в Вене. Он был похоронен на Венской Центральном кладбище.

## Сочинения
Творческое наследие композитора включает 2 оперы и ряд сочинений для фортепиано.
Оперы
- «Бонвиван» (1903)
- «Красоты Фэгэраша» (1908)

Прочие
- «Учебная октава» (op. 15)
- «Менуэт» (op. 31)
- «Испанская серенада» (op. 37)
- «Танцевальная арабеска» (op. 41)
- «Романс» (op. 42)
- «Венгерская фантазия» (op. 55, 1912)